# Rivière Colombière
Pour les articles homonymes, voir Colombières (homonymie).
Ne doit pas être confondu avec Rivière Colombier.
La rivière Colombière est un affluent de la rive est de la rivière Bourlamaque, coulant dans Senneterre et la ville de Val d'Or, dans la municipalité régionale de comté (MRC) de La Vallée-de-l'Or, dans la région administrative du Abitibi-Témiscamingue, au Québec, au Canada. Le cours de la rivière Colombière traverse les cantons de Louvicourt et de Bourlamaque.
La foresterie est l'activité principale de ce bassin versant. Les activités récréotouristiques arrivent en second.
La surface de la rivière Colombière est généralement gelée de la mi-décembre à la mi-avril.

## Géographie
Les bassins versants voisins de la rivière Colombière sont :
- côté nord : lac Senneville, rivière Senneville, rivière Bourlamaque, rivière Laverdière ;
- côté est : rivière Marrias, rivière Louvicourt, rivière Tiblemont ;
- côté sud : rivière Sabourin, rivière des Outaouais, rivière Kânitawigamitek ;
- côté ouest : lac Blouin, baie Carrière de la rivière des Outaouais, rivière Bourlamaque.

Situé dans la partie sud de la paroisse de Senneterre, le lac Rougias (longueur : 1,0 km ; altitude : 319 m) constitue le lac de tête de la rivière Colombière. Ce lac est situé du côté ouest d'une zone comportant quelques sites miniers.
L'embouchure du lac Colombière est situé à :
- 13,5 km à l'est de la confluence de la rivière Colombière avec la rivière Bourlamaque (lac Colombière) ;
- 44,8 km à l'est de la confluence de la rivière Harricana avec le lac Malartic ;
- 1,4 km au sud-est du chemin de fer ;
- 20,8 km à l'est de l'embouchure de la rivière Bourlamaque avec le lac Blouin ;
- 24,9 km au nord-est du centre-ville de Val-d'Or.

À partir de l'embouchure du lac Rougias, la rivière Colombière coule sur environ 30 km, selon les segments suivants :
- 8,0 km vers le sud-ouest en traversant le lac Bonnefond (altitude : 317 m), jusqu'au chemin de fer ;
- 11,7 km vers l'ouest en recueillant quelques ruisseaux, jusqu'à un ruisseau (venant du sud-est) ;
- 2,4 km vers le nord-ouest, jusqu'à un ruisseau (venant de l'est) ;
- 1,4 km vers l'ouest en traversant une zone de marais, jusqu'à son embouchure[2].

La rivière Colombière se déverse dans une zone de marais sur la rive est de la rivière Bourlamaque à :
- 31,7 km à l'est de la décharge de la rivière Harricana sur la rive est du lac Malartic ;
- 9,1 km au sud-est de l'embouchure du lac Blouin qui constitue le lac de tête de la rivière Harricana ;
- 12,0 km à l'est du centre-ville de Val d'Or ;
- 7,0 km à l'est du lac Blouin.

## Toponymie
Le toponyme rivière Colombière a été officialisé le 5 décembre 1968 à la Commission de toponymie du Québec, soit lors de sa fondation.